# Cryphoeca shinkaii
Espèce
Cryphoeca shinkaii est une espèce d'araignées aranéomorphes de la famille des Cybaeidae.

## Distribution
Cette espèce est endémique de Honshū au Japon,. Elle se rencontre à Okutama dans la préfecture de Tokyo.

## Description
Le mâle holotype mesure 2,72 mm et la femelle paratype 2,75 mm.

## Étymologie
Cette espèce est nommée en l'honneur d'Eiichi Shinkai.

## Publication originale
- Ono, 2007 : Eight new species of the families Hahniidae, Theridiidae, Linyphiidae and Anapidae (Arachida, Araneae) from Japan. Bulletin of the National Science Museum Tokyo, sér. A, vol. 33, p. 153-173 (texte intégral).